# Kailudih
Kailudih là một thị trấn thống kê (census town) của quận Dhanbad thuộc bang Jharkhand, Ấn Độ.

## Nhân khẩu
Theo điều tra dân số năm 2001 của Ấn Độ, Kailudih có dân số 8903 người. Phái nam chiếm 54% tổng số dân và phái nữ chiếm 46%. Kailudih có tỷ lệ 56% biết đọc biết viết, thấp hơn tỷ lệ trung bình toàn quốc là 59,5%: tỷ lệ cho phái nam là 63%, và tỷ lệ cho phái nữ là 49%. Tại Kailudih, 18% dân số nhỏ hơn 6 tuổi.